# I kvinnoland
I kvinnoland är en roman från 1953, skriven av Per Anders Fogelström. Boken utspelar sig i mellankrigstidens Stockholm och har självbiografiska inslag. 

## Rollfigurerna
- Arne Aspman
- Britt Aspman – Arnes lillasyster
- Sigrid Aspman – Arnes mamma
- Gösta Aspman – Arnes pappa
- Augusta Ekström – Arnes mormor
- Emma Eriksson – Arnes moster
- Vera Eriksson – Arnes kusin
- Gunnar Berg – Veras kurskamrat, senare pojkvän
- Albert Ekström – Arnes morbror
- Märta Ekström – Gift med Albert
- Gun Ekström – Arnes kusin
- Bertil Ekström– Arnes kusin
- Johan Ekström – Arnes morbror
- Matilda – syster till Augusta Ekström
- Selma Aspman – Arnes farmor
- Lilly – hembiträde hos Arnes familj
- Rune – vän till Bertil
- Pastor Hage – Veras konfirmationspräst
- Gurra – klasskompis till Arne
- Tjocke Hasse – Arnes vän
- Långe Olle – Arnes vän
- Moroten – Arnes vän
- Ingalill – Veras kollega